# العلاقات الأردنية الليبية
العلاقات الأردنية الليبية هي العلاقات الثنائية التي تجمع بين الأردن وليبيا.

## مقارنة بين البلدين
هذه مقارنة عامة ومرجعية للدولتين:
| وجه المقارنة                                              | الأردن                   | ليبيا                                       |
| --------------------------------------------------------- | ------------------------ | ------------------------------------------- |
| المساحة (كم2)                                             | 89.34 ألف                | 1.76 مليون                                  |
| عدد السكان (نسمة)                                         | 9.81 مليون               | 6.37 مليون                                  |
| الكثافة السكانية (ن./كم²)                                 | 109.81                   | 3.62                                        |
| العاصمة                                                   | عمان                     | طرابلس                                      |
| اللغة الرسمية                                             | اللغة العربية            | اللغة العربية، اللغة العربية الفصحى الحديثة |
| العملة                                                    | دينار أردني              | دينار ليبي                                  |
| الناتج المحلي الإجمالي (بليون دولار)                      | 40.07 مليار              | 50.98 مليار                                 |
| الناتج المحلي الإجمالي (تعادل القوة الشرائية) بليون دولار | 82.80 مليار              | 69.32 مليار                                 |
| الناتج المحلي الإجمالي الاسمي للفرد دولار أمريكي          | 4.94 ألف                 |                                             |
| الناتج المحلي الإجمالي للفرد دولار أمريكي                 | 12.05 ألف                | 15.60 ألف                                   |
| مؤشر التنمية البشرية                                      | 0.748                    | 0.724                                       |
| رمز المكالمات الدولي                                      | +962                     | +218                                        |
| رمز الإنترنت                                              | .jo                      | .ly                                         |
| المنطقة الزمنية                                           | ت ع م+02:00، ت ع م+03:00 | ت ع م+02:00، توقيت شرق أوروبا               |

## منظمات دولية مشتركة
يشترك البلدان في عضوية مجموعة من المنظمات الدولية، منها:
| علم المنظمة | اسم المنظمة                                 | تاريخ انضمام الأردن | تاريخ انضمام ليبيا |
| ----------- | ------------------------------------------- | ------------------- | ------------------ |
|             | الصندوق العربي للإنماء الاقتصادي والاجتماعي | ?                   | ?                  |
|             | مؤسسة التنمية الدولية                       | 4 أكتوبر 1960       | 1 أغسطس 1961       |
|             | يونسكو                                      | 14 يونيو 1950       | 27 يونيو 1953      |
|             | وكالة ضمان الاستثمار متعدد الأطراف          | 12 أبريل 1988       | 5 أبريل 1993       |
|             | الأمم المتحدة                               | 14 ديسمبر 1955      | 14 ديسمبر 1955     |
|             | الاتحاد البريدي العالمي                     | ?                   | ?                  |
|             | جامعة الدول العربية                         | 25 مايو 1946        | 28 مارس 1953       |
|             | صندوق النقد العربي                          | ?                   | ?                  |
|             | البنك الدولي للإنشاء والتعمير               | 29 أغسطس 1952       | 17 سبتمبر 1958     |
|             | المصرف العربي للتنمية الاقتصادية في أفريقيا | ?                   | ?                  |
|             | منظمة التعاون الإسلامي                      | ?                   | ?                  |
|             | منظمة حظر الأسلحة الكيميائية                | ?                   | ?                  |
|             | الاتحاد الدولي للاتصالات                    | 20 مايو 1947        | 3 فبراير 1953      |
|             | مؤسسة التمويل الدولية                       | 20 يوليو 1956       | 18 سبتمبر 1958     |
|             | منظمة الشرطة الجنائية الدولية               | ?                   | ?                  |

## وصلات خارجية
- موقع وزارة الخارجية الأردنية
- موقع وزارة الخارجية الليبية